# Kuzawka (powiat bialski)
Kuzawka (dawn. Kużawka) – wieś w Polsce położona w województwie lubelskim, w powiecie bialskim, w gminie Terespol. Leży na lewym brzegu Bugu, przy granicy z Białorusią, niedaleko przejścia granicznego Kukuryki-Kozłowicze.
W latach 1975–1998 miejscowość administracyjnie należała do województwa bialskopodlaskiego. 
Wieś jest sołectwem w gminie Terespol. Według Narodowego Spisu Powszechnego z roku 2011 wieś liczyła 125 mieszkańców i była szesnastą co do wielkości miejscowością gminy.
Wierni Kościoła rzymskokatolickiego należą do parafii Podwyższenia Krzyża Świętego w Neplach.

## Historia
Wieś szlachecka położona była w końcu XVIII wieku w powiecie brzeskolitewskim województwa brzeskolitewskiego. 

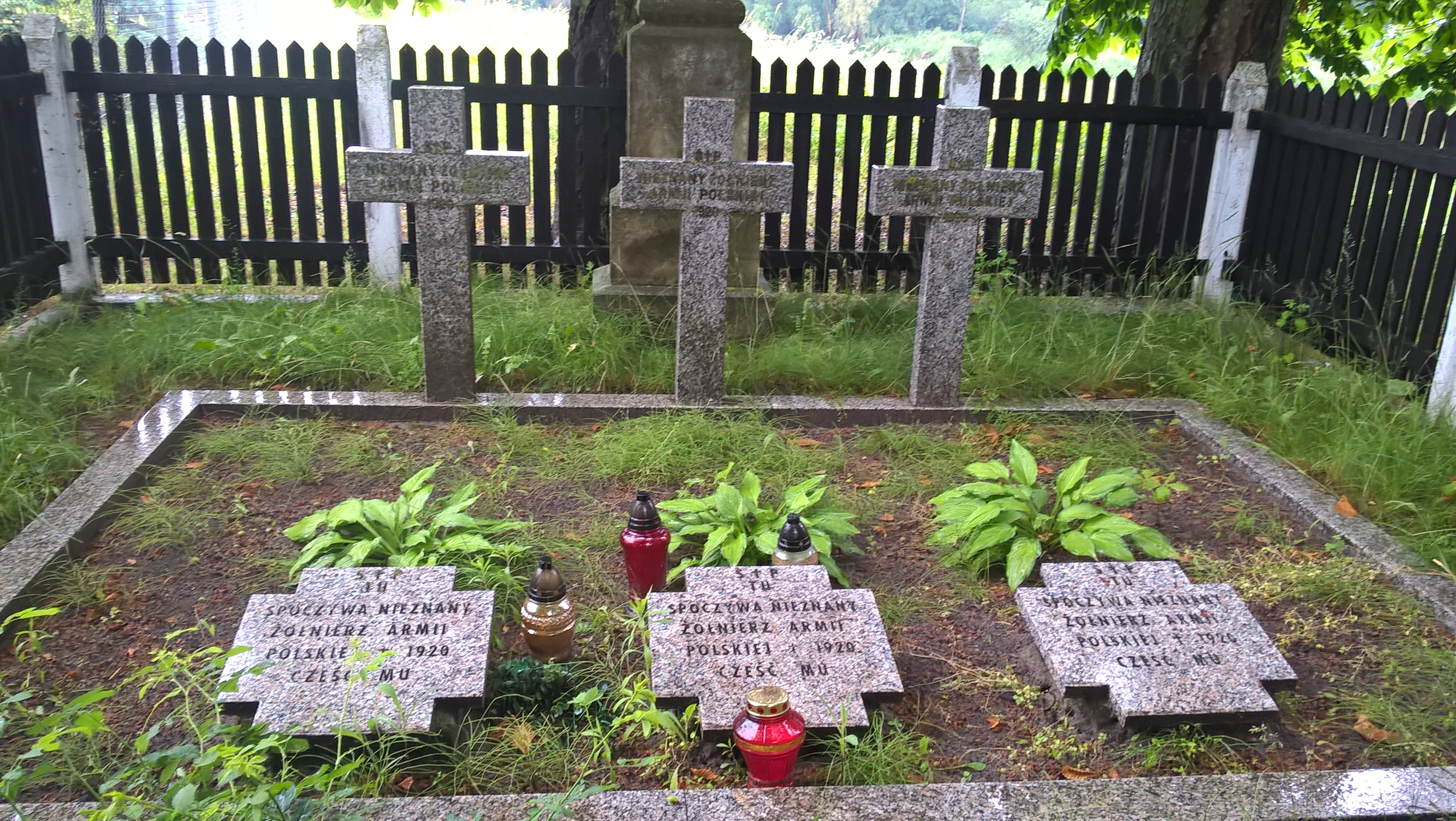
Cmentarz wojenny w Kuzawce

W latach 1867–1954 wieś należała do gminy Bohukały, potem do gromady Krzyczew. Została szczególnie doświadczona podczas bieżeństwa w 1915 roku, kiedy to Kozacy ewakuowali jej mieszkańców, a niemal wszystkie zabudowania spalili. Część mieszkańców powróciła do rodzinnej wsi w 1919 roku. Ponownie w ogniu walk wieś znalazła się w sierpniu 1920 roku podczas marszu Armii Czerwonej na Polskę. Do dzisiaj pozostał cmentarz, na którym spoczywają nieznani żołnierze polscy polegli w walkach.
Wieś jest dobrze wyposażona w infrastrukturę komunalną – z wodociągów i telefonów korzystają niemal wszyscy jej mieszkańcy.